# Yucatántiran
De Yucatántiran (Myiarchus yucatanensis) is een zangvogel uit de familie Tyrannidae (tirannen).

## Verspreiding en leefgebied
Deze soort komt voor op Yucatán en telt drie ondersoorten:
- M. y. yucatanensis: noordelijk en centraal Yucatán.
- M. y. lanyoni: Cozumel.
- M. y. navai: zuidelijk Yucatán, noordelijk Guatemala en noordelijk Belize.

## Status
De grootte van de populatie is in 2022 geschat op 20.000-50.000 volwassen vogels. Op de Rode lijst van de IUCN heeft deze soort de status niet bedreigd.